# Comédie-Française

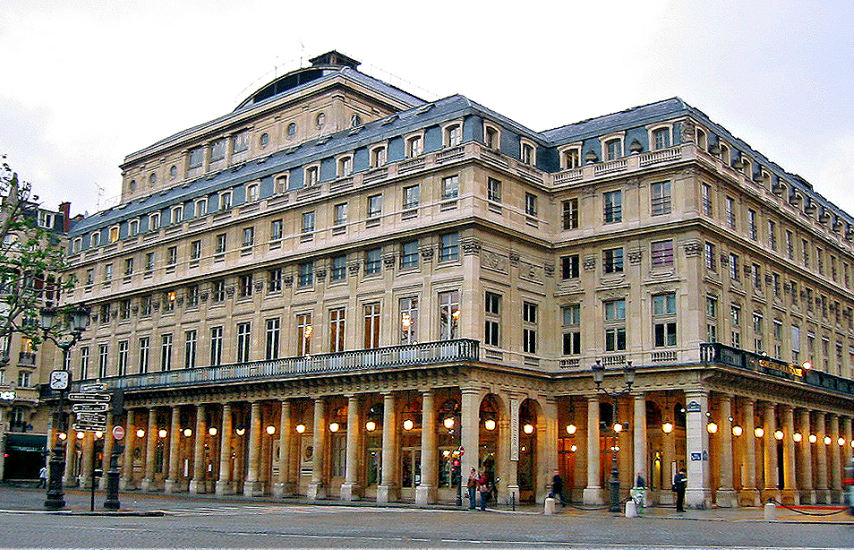
Exterior de la Comédie-Française, vista desde la Place du Théâtre français (2009).

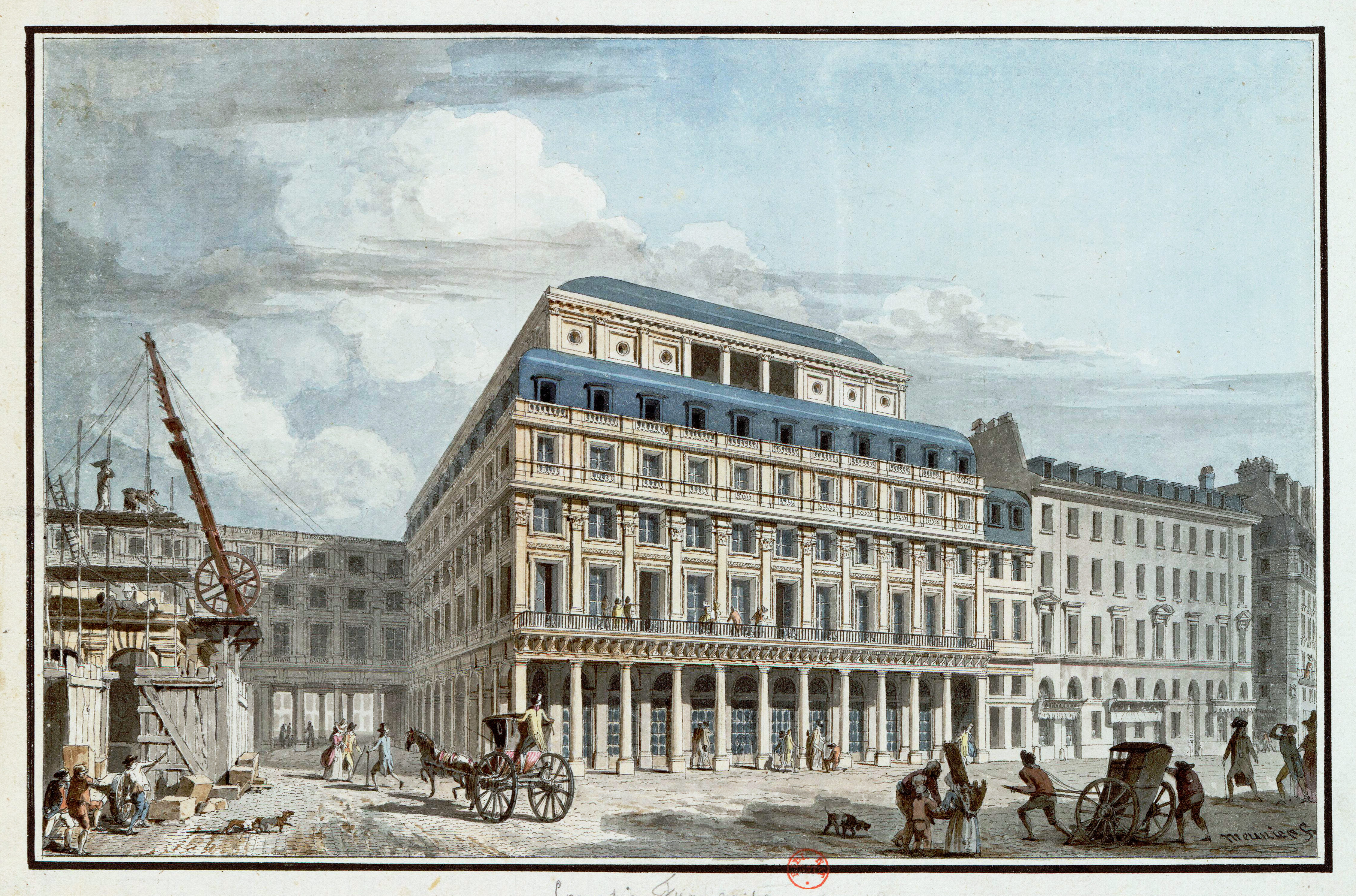
Vista exterior de finales del.

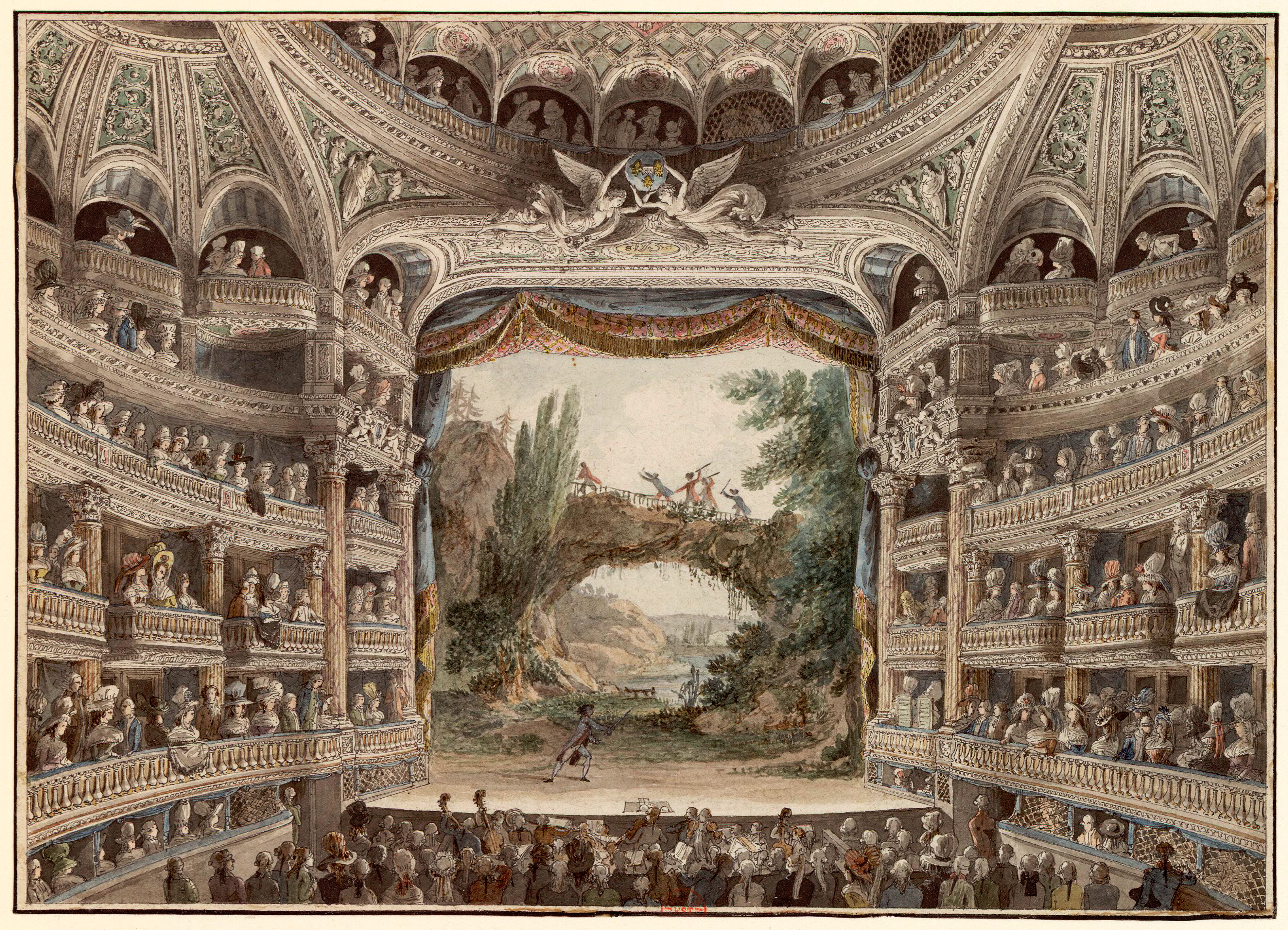
Vista interior de finales del.

La Comédie-Française o Théâtre Français es un teatro nacional de Francia, situado en el primer arrondissement de París. Está directamente subvencionado por el Estado, y es el único teatro estatal que cuenta con una compañía estable de actores.
El dramaturgo más conocido asociado con la Comédie-Française es Molière. Está considerado el patrón de los actores franceses; sin embargo, murió siete años antes de la inauguración de La Maison de Molière, como también se conoce a esta institución. La calidad de las producciones de la Comédie y la alta preparación de sus actores la hacen una institución muy respetada en todo el mundo. La historia de la Comédie es larga, y el ser un teatro público, y además de alto prestigio, hace que sea muy valorada entre los franceses. De la Comédie Française han salido actores como Adrienne Lecouvreur, François Joseph Talma, Rachel, Sarah Bernhardt, Coquelin, Marguerite Moreno, Jean-Louis Barrault, Madeleine Renaud, Louis Jouvet, Edwige Feuillère o Jeanne Moreau.
La Comédie-Française fue fundada por un decreto de Luis XIV el 24 de agosto de 1680 para unir a las dos compañías de teatro parisinas de aquel tiempo, la del Hôtel Guénégaud y la del Hôtel de Bourgogne. El repertorio de la época consistía en una colección de obras teatrales de Molière y Jean Racine, así como unas pocas obras de Pierre Corneille, Paul Scarron y Jean Rotrou.
Desde el 3 de septiembre de 1793, durante la Revolución francesa, la Comédie-Française permaneció cerrada por orden del Comité de Seguridad Pública y los actores fueron encarcelados. El 31 de mayo de 1799, el nuevo gobierno abrió la Salle Richelieu y permitió a los actores resucitar la compañía.
La Comédie-Française tiene en la actualidad un repertorio de 3000 obras y tres teatros en París (Salle Richelieu, junto al Palais Royal; el Théâtre du Vieux-Colombier; y el Studio-Théâtre).

## Historia
La Comédie-Française fue creada a raíz de la unión de tres compañías teatrales: Lʼillustre Théâtre, Théâtre du Marais y Les Comediens du Roi de lʼHôtel de Bourgogne. Su historia empieza al fallecer el dramaturgo y actor Molière. Su compañía, Lʼillustre Théâtre, tras su muerte, se fusionó con una compañía rival, la del Théâtre du Marais. Ya unidas empezaron a estrenar en el Théâtre du Guénégaud y adoptaron el nombre de este teatro. En 1680, por orden de Luis XIV la Guénégaud tuvo que fusionarse con la compañía más vieja de París, Les Comediens du Roi de lʼHôtel de Bourgogne. Esta última estaba especializada en representar obras de Jean Racine bajo la dirección del propio dramaturgo. A las compañías fusionadas se les otorgó el monopolio absoluto de todas las obras teatrales en lengua francesa. Para diferenciarse de la Commedia Italiana que por aquellas fechas estaba haciendo funciones en un teatro de París, la nueva compañía se bautizó como Comédie Française, nombre que ha conservado hasta nuestros días.
La Comédie empezó a trabajar en el Théâtre Guénégaud, pero en 1689 fue obligada a trasladarse a un destartalado teatro situado en una calle hoy llamada Rue de lʼancienne Comédie (situada en el sexto distrito de París). Allí permaneció la Comédie ochenta y un años, hasta que en 1770 se la trasladó a las Tullerías. En 1789 se terminó la construcción del nuevo Théâtre de l'Odeón, en la ribera izquierda del Sena. Durante un tiempo la Comédie trabajó en ese teatro. Pero durante la Revolución francesa la compañía se dividió entre liberales, liderados por el actor Talma, y conservadores. Los liberales se instalaron en un viejo teatro de la rue de Richelieu que, andando el tiempo, se convertiría en la sede definitiva y es donde todavía se encuentra ubicada la Comédie.
En 1799, el Odéon sufrió un incendio que lo destruyó completamente. La compañía se volvió a unir por orden de Napoleón Bonaparte en 1803. Unidos de nuevo, continuaron trabajando en el teatro del n.º 2 de la rue de Richelieu (hoy en día conocida como Salle Richelieu). En 1816 se formó una compañía nueva que se instaló en el reconstruido Théâtre de lʼOdéon, convirtiéndose este teatro y su compañía en los segundos en importancia en la escena francesa y rival directa de la Comédie. A pesar de la rivalidad entre ambas compañías, hubo períodos durante los siglos XIX y XX en que las dificultades y crisis diversas del país obligaron a ambas compañías a estar bajo una misma dirección y cooperar juntas.
El repertorio de obras de la Comédie es muy extenso. Se calcula que son unas 3000. El répertoire cuenta con las obras de Corneille, Racine, Molière, Dumas, Hugo... Los actores que trabajan en la Comédie deben ser diestros tanto en las obras con diálogos normales como en las obras en verso. Para ello se les exige una alta preparación.
Al perder el monopolio de las producciones teatrales subvencionadas y la aparición de nuevas compañías privadas que le hacían una fuerte competencia, la Comédie tuvo que afianzar su prestigio gracias a su inamovible repertorio clásico. También empezó a producir, ya entrado el siglo XIX, obras de nuevos dramaturgos de la época, como Dumas o Victor Hugo. También dirigió sus esfuerzos en formar actores con una sólida base en el arte de la actuación. Durante el siglo XX empezó a producir películas y trabajos para la televisión.

## Administración
Tradicionalmente, la Comédie Française ha tenido un administrador nombrado por el estado. La organización interna de la Compañía de la Comédie es tradicional y sigue el modelo del antiguo gremio de actores de París del siglo XV. Los miembros nuevos tienen la categoría de pensionnaires o asalariados. Los pensionnaires más veteranos pueden optar a ser elegidos como sociétaires o socios plenos. Los sociétaires son accionistas de la Comédie y toman importantes decisiones tales como dirección artística, administración de presupuesto, producciones, etc. Dividen los beneficios del teatro de acuerdo con un conjunto de normas. Además, un sociétaire puede jubilarse tras veinte años de haber ostentado ese cargo y haber trabajado exclusivamente en la Comédie. La pensión que cobran los jubilados sociétaires es vitalicia.
Un caso famoso de dimisión de un sociétaire fue el de la actriz del siglo XIX Sarah Bernhardt. Bernhardt presentó su dimisión por diferencias con el administrador de turno, Émile Perrin, y perdió su derecho a la pensión anual de 43.000 francos por no marcharse amistosamente de la Comédie ni haber cumplido el mínimo de veinte años como sociétaire. Además, se la condenó judicialmente a pagar una multa de 100.000 francos por daños y perjuicios, multa que jamás abonó.

## Lista de directores de la Comédie-Française
El director de la Comédie-Française recibe el título de administrateur général desde el ejercicio de Simonis de 1856. Antes de eso, se daban varios títulos. Los administradores aparecen listados en orden cronológico:
- Jean-François-René Mahérault (7 de febrero de 1799 – 3 de febrero de 1813)
- Nicolas Bernard (3 de febrero de 1813 – 11 de junio de 1814 y 24 de marzo de 1815 – 28 de junio de 1815)
- François Cheron (1821 – 9 de julio de 1825)
- Baron Isidore Taylor (9 de julio de 1825 hasta la Revolución de Julio y 5 de abril de 1831 – 17 de octubre de 1838)
- Hyacinthe Albertin (administrador durante los viajes de Taylor)
- Édouard-Joseph-Ennemond Mazères (24 de septiembre de 1830 – 6 de abril de 1831)
- Armand-François Jouslin de La Salle (8 de junio de 1833 – 31 de julio de 1837)
- Hygen-Auguste Cavé, también llamado Édmond Cavé (28 de enero de 1837 – 17 de octubre de 1838)
- Alexandre-Louis Poulet, también llamado Vedel (director gestor, 1 de marzo de 1837 – 8 de marzo de 1840)
- François Buloz (17 de octubre de 1838 – 2 de marzo de 1848)
- Joseph-Philippe Simon, también llamado Lockroy (2 de marzo – 11 de octubre de 1848)
- Eugène Bazenerye (20 de octubre de 1848 – 16 de noviembre de 1849)
- Sébastien Edmond, también llamado Sevestre (productor con papel administrativo, 13 de octubre de 1848 – 15 de noviembre de 1849)
- Arsène Housset, también llamado Houssaye (15 de noviembre de 1849 – 29 de enero de 1856)
- Adolphe Dominique Florent Joseph Simonis, llamado Empis (30 de enero de 1856 – 21 de octubre de 1859)
- Édouard Thierry (2 de octubre de 1859 – 8 de julio de 1871)
- Émile-César-Victor Perrin (8 de julio de 1871 – 8 de octubre de 1885)
- Albert Kaempfen (puesto provisional, 30 de mayo – 20 de octubre de 1885)
- Jules Claretie (20 de octubre de 1885 – 23 de diciembre de 1913)
- Albert Carré (1 de enero de 1914 – 30 de noviembre de 1915)
- Émile Fabre (2 de diciembre de 1915 – 15 de octubre de 1936)
- Édouard Bourdet (15 de octubre de 1936 – 27 de diciembre de 1940)
- Jacques Copeau (provisional, 15 de mayo – 27 de diciembre de 1940 y 27 de diciembre de 1940 – 7 de enero de 1941)
- Léon Lamblin (comisario gobernador, 13 de enero – 7 de marzo de 1941)
- Jean-Louis Vaudoyer (4 de marzo de 1941 – 23 de marzo de 1944)
- André Brunot (24 de marzo – 28 de julio de 1944)
- Jean Sarment (julio de 1944, no tomó posesión)
- Pierre Dux (1 de septiembre de 1944 – 1 de julio de 1945)
- Joseph Denis called Denis DʼInes (1 de julio – comienzos de octubre de 1945)
- André Obey (provisional entre octubre de 1945 y 6 de abril de 1946; fijo entre el 6 de abril de 1946 y 5 de febrero de 1947)
- Pierre-Aimé Touchard (5 de abril de 1947 – 5 de abril de 1953)
- Pierre Descaves (5 de abril de 1953 – 5 de abril de 1959)
- Claude de Boisanger (20 de abril de 1959 – 30 de enero de 1960; restaurado el 27 de noviembre de 1962 – 31 de enero de 1960)
- Maurice Escande (1 de junio de 1960 – 31 de julio de 1970)
- Pierre Dux (1 de agosto de 1970 – 31 de julio de 1979)
- Jacques Toja (1 de septiembre de 1979 – 31 de julio de 1983)
- Jean-Pierre Vincent (1 de agosto de 1983 – 31 de julio de 1986)
- Jean Le Poulain (1 de agosto de 1986 – marzo de 1988)
- Claude Winter (provisional, 1 de abril – 15 de junio de 1988)
- Antoine Vitez (15 de junio de 1988 – 30 de abril de 1990)
- Catherine Samie (provisional, 1 de mayo – 5 de julio de 1990)
- Jacques Lassalle (15 de julio de 1990 – 5 de agosto de 1993)
- Jean-Pierre Miquel (5 de agosto de 1993 – 3 de agosto de 2001)
- Marcel Bozonnet (4 de agosto de 2001 – 3 de agosto de 2006)
- Muriel Mayette (desde el 4 de agosto de 2006).